# تکن
تِکِن یا تیکن (به ژاپنی: 鉄拳، به انگلیسی: Tekken)، یک فرنچایز چندرسانه‌ای ژاپنی و مجموعه بازی ویدئویی به سبک مبارزه‌ای است که در ابتدا توسط شرکت نامکو و بعدها به‌وسیلهٔ شرکت باندای نامکو انترتینمنت ساخته و منتشر می‌شود. نخستین نسخه تکن با انتشار بر روی آرکید در سال ۱۹۹۴ آغاز شد و پس از آن دنباله‌هایی از این سری برای نسخه خانگی و کنسول‌ها منتشر شدند. تکن دارای هشت قسمت دنباله‌دار می‌باشد: قسمت‌های یکم تا سوم برای کنسول پلی‌استیشن، تگ، چهارم و پنجم برای پلی‌استیشن ۲، نسخه ششم و تگ ۲ برای پلی‌استیشن ۳ ،ایکس‌باکس ۳۶۰ و وی یو، و هفتمین قسمت که ابتدا در مارس ۲۰۱۵ برای دستگاه آرکید و سپس یک نسخه به روز شده از بازی در ژوئن ۲۰۱۷، با عنوان تکن ۷: فیتد رتروبیوشن برای پلی‌استیشن ۴، ایکس‌باکس وان و مایکروسافت ویندوز منتشر شد. آخرین نسخه اصلی تکن ۸ قرار است در تاریخ ۲۶ ژانویه ۲۰۲۴ برای پلی‌استیشن ۵، ایکس‌باکس سری اکس/اس، و مایکروسافت ویندوز از طریق استیم منتشر شود.
سری تکن (پس از ورچوئا فایتر) یکی از نخستین بازی‌های سه بعدی مبارزه ای محسوب می‌شود. تکن یک بازی اکشن و رزمی است که هر کدام از شخصیت‌های آن به یک سبک رزمی مهارت دارند و هر شخصیت، داستانی مختص به خود دارد و بنا به دلیلی به تورنومنت (پادشاه مشت آهنین) که دلیل اصلی گردهم آمدن شخصیت‌ها هستند وارد شده‌است. تعدادی از شخصیت‌ها ثابت هستند و تعدادی هم در هر قسمت و بدون تأثیر در ماجرای اصلی وارد می‌شوند. مسابقات مشت آهنین توسط مالک آن شرکت میشیما زایباتسو برگزار می‌شود.

## داستان بازی تیکن
داستانی که سازندگان در تیکن برای ما روایت می‌کنند در اولین قاب با پدر و پسری درحال تمرین شروع می‌شود. کازویا میشیما ۵ ساله در کنار پدرش، هیهاچی میشیما، مشغول تمرین است. پس از ادامه این صحنه و اتفاقات آن شروع درگیری کازویا و پدرش را می‌بینیم. چند سال بعد کازویا که مهارت زیادی در هنرهای رزمی بدست آورده سری مسابقاتی را شکل می‌دهد. به مرور در این مسابقات و حواشی مربوط به آن پای شخصیت‌های دیگر بازی هم به داستان باز می‌شود.

## بازی‌های اصلی
| بازی‌ها               | انتشار خانگی                                        | سال  | آرکید             |
| -------------------- | --------------------------------------------------- | ---- | ----------------- |
| تکن                  | پلی‌استیشن                                           | ۱۹۹۴ | سیستم ۱۱ نامکو    |
| تکن ۲                | پلی‌استیشن                                           | ۱۹۹۵ | سیستم ۱۱ نامکو    |
| تکن ۳                | پلی‌استیشن                                           | ۱۹۹۷ | سیستم ۱۲ نامکو    |
| تکن تگ تورنومنت      | پلی‌استیشن ۲                                         | ۱۹۹۹ | سیستم ۱۲ نامکو    |
| تکن ۴                | پلی‌استیشن ۲                                         | ۲۰۰۱ | سیستم ۲۴۶ نامکو   |
| تکن ۵                | پلی‌استیشن ۲                                         | ۲۰۰۴ | سیستم ۲۵۶ نامکو   |
| تکن ۵: رستاخیز تاریک | پلی‌استیشن همراه                                     | ۲۰۰۵ | سیستم ۲۵۶ نامکو   |
| تکن ۶                | پلی‌استیشن ۳، ایکس‌باکس ۳۶۰                           | ۲۰۰۷ | سیستم ۳۵۷ نامکو   |
| تکن تگ تورنومنت ۲    | پلی‌استیشن ۳، ایکس‌باکس ۳۶۰، وی یو                    | ۲۰۱۱ | سیستم ۳۶۹ نامکو   |
| تکن ۷                | پلی‌استیشن ۴، ایکس‌باکس وان، مایکروسافت ویندوز        | ۲۰۱۵ | سیستم ای‌اِس۳ نامکو |
| تکن ۸                | پلی‌استیشن ۵، ایکس‌باکس سری اکس/اس، مایکروسافت ویندوز | ۲۰۲۴ | اعلام خواهد شد    |

## نمرات بازی‌های تکن
| بازی                 | رتبه‌بندی بازی‌ها                 | متاکریتیک                    |
| -------------------- | ------------------------------- | ---------------------------- |
| تکن                  | ۷۵٪                             | –                            |
| تکن ۲                | ۹۳٪                             | ۸۹                           |
| تکن ۳                | ۹۵٪                             | ۹۶                           |
| تکن تگ تورنومنت      | ۸۵٪                             | ۸۵                           |
| تکن ۴                | ۸۱٪                             | ۷۹                           |
| تکن ۵                | ۸۹٪                             | ۸۸                           |
| تکن ۵: رستاخیز تاریک | (PSP) 89% (PS3) 82%             | (PSP) 88 (PS3) ۸۲            |
| تکن ۶                | (PSP) 83% (X360) 81% (PS3) 80%  | (PSP) 82 (360) ۸0 (PS3) 79   |
| تکن تگ تورنومنت ۲    | (PS3) 82% (۳۶۰) ۸۳٪ (Wii U) 83% | (PS3) 82 (360) ۸3 (Wii U) 83 |
| تکن ۷                | (PC) 83% (PS4) 81% (XONE) 82%   | (PC) 82 (PS4) ۸2 (XONE) 81   |

استقبال منتقدان از بازی‌ها مثبت بوده‌است، به‌طوری که این سری با انتشار تکن ۳ به‌طور میانگین ۹۶ درصد در متاکریتیک و رتبه‌بندی گیم به اوج خود رسید و تا به امروز یکی از بهترین بازی‌های مبارزه‌ای تمام دوران به حساب می‌آید.
در سال ۱۹۹۹، نسل بعدی سری تکن را به عنوان شماره ۱۲ در «۵۰ بازی برتر تمام دوران» فهرست کرد و اظهار داشت: «در انتقال از ۱۶ بیتی به ۳۲ بیتی، تکن تاج را از استریت فایتر به عنوان پادشاه بازی ربود. جنگجویان مدرن با مبارزات اعتیاد آور در حالت اولیه خود.»
توسعه دهندگان بازی‌های غیر تکن به طرق مختلف در مورد این سری اظهار نظر کرده‌اند. اد بون، یکی از خالقان مورتال کامبت، در یکی از مصاحبه‌های خود با گیم‌پرو فاش کرد که بازی مبارزه‌ای مورد علاقه او در بین رقبای خود تکن است. هر دو سگا و نامکو به یک متقاطع احتمالی بین ورچوئا فایتر و تکن علاقه نشان داده‌اند، که در قالب پراجکت کراس زون و دنباله آن برای ۳دی‌اس آمده‌است. این مجموعه اغلب به عنوان «رقیب» ورچوئا فایتر شناخته می‌شود. دهمان‌طور که این دو به معروف‌ترین سری بازی‌های مبارزه ای سه بعدی تبدیل شدند. از سوی دیگر، تومونوبو ایتاگاکی، طراح سری مرده یا زنده، نسبت به فرنچایز تکن ابراز بیزاری کرد تا جایی که آن را به عنوان یکی از منفورترین بازی‌های خود قرار داد.
در شان می‌میرد در سال ۲۰۰۴، شخصیت‌های پیت، شاون و اد "تمام شب را بیدار ماندند، اسناپ سیب نوشیدند و تکن ۲ را بازی کردند. تکن ۳ یکی از بهترین بازی‌های تمام دوران در نظر گرفته می‌شود.
در سال ۲۰۱۲، کمپلکس تکن را در رتبه ۱۱ در لیست بهترین فرنچایزهای بازی‌های ویدیویی قرار داد و اظهار داشت: «درست زمانی که فکر می‌کردیم فرنچایز استریت فایتر قرار است مظهر بازی‌های مبارزه‌ای باشد، تکن آمد تا آن را به سهم خود وادار کند. تکن طرفداران فرقه‌ای دارد که با حرکات و داستان‌ها زندگی می‌کنند و نفس می‌کشند.

### فروش
از نوامبر ۲۰۲۱، فرنچایز تکن بیش از ۵۳٫۵ میلیون واحد بازی فروخت، با بخش بزرگی از فروش در حالی که انحصاری سری کنسول‌های پلی‌استیشن بود. تکن ۳ که از نظر انتقادی موفق‌ترین در این سری است، قبلاً از نظر تجاری نیز موفق‌ترین بود، با فروش ۸٫۵ میلیون نسخه تا به امروز، با ۱٫۴ میلیون نسخه در ژاپن، تا تکن ۷ با رسیدن به ۹ میلیون فروش در ژوئن ۲۰۲۲ رکورد را پشت سر گذاشت.